# 杜鵑座CG
杜鵑座CG，又名CP-63 4891，HD 221006、SAO 255497、HR 8919，是杜鵑座的一颗恒星，视星等为5.68，位于銀經317.77，銀緯-51.58，其B1900.0坐标为赤經23h 23m 13.7s，赤緯-63° -51.58′ 40″。